# Александар Боарне
Александар Боарне (фр. Alexandre Beauharnais; Фор де Франс, 28. мај 1760 — Париз, 23. јун 1794) био је француски генерал.
Командовао је Рајнском армијом 1793. године, али је дао оставку када је декретом од 21. августа 1793. године племство искључено из јавних функција. Оптужен да је својом неактивношћу скривио код Мајнца, осуђен је и погубљен.